# Martina Müller (labdarúgó)
Martina Müller (Kassel, 1980. április 18. –) német válogatott labdarúgó csatár.
Részese volt a 2004-es athéni olimpián bronzérmet szerző német csapatnak, ahol gólt szerzett a győztes csoportmérkőzésen Kína ellen (8–0).
Lőtt egy gólt a kínai 2007-es női labdarúgó-világbajnokság elődöntőjében Norvégia ellen (3–0).

## Sikerei, díjai
- Világbajnok (2): 2003, 2007
- Európa-bajnok (1): 2001
- Olimpiai bronzérmes (1): 2004
- Négy Nemzet Tornája bronzérmes (1): 2002

### Egyéni
- Az év játékosa (1): 2013